# دنیل ترنتون
دنیل تتون (به انگلیسی: Daniel Trenton) زاده ۱ مارس ۱۹۷۷ در ملبورن است. او تکواندوکار کشور استرالیا است.

## جستار های وابسته
- فدراسیون جهانی تکواندو